# أحمد بدير
أحمد بدير (مواليد 20 يونيو 1945) هو ممثل مصري. شارك في العديد من الأعمال الفنية بين المسرح والسينما والتلفزيون.

## حياته
حصل على الثانوية العامة عام 1966، وبعد أربعة سنوات حصل على الإجازة الجامعية في الآداب من جامعة القاهرة عام 1970. عمل ممثلا في مسارح مراكز الشباب ثم مؤلفًا ومخرجًا، ثم عمل ممثلا في الإذاعة في العديد من المسلسلات، منها (طائر الليل الحزين، الزيني بركات، حلم الليل والنهار، أبواب المدينة، زيزينيا)، وعمل أيضا في المسرح في العديد من الأعمال منها (ريا وسكينة، بكالوريوس في حكم الشعوب، الصعايدة وصلوا، ع الرصيف، دستور يا أسيادنا). وفي السينما قدم أدوارًا صغيرة ومن الأعمال التي شارك فيها (الكرنك، سكوت حنصور، أيام الرعب، أبناء وقتلة، بطل من ورق) وغيرها. وهو متزوج وله ابنتان هما سارة ودعاء.

## مشواره الفني
أثرى أحمد بدير الفن المصري بالعديد من الأفلام والمسلسلات التلفيزيونية والإذاعية والمسرحيات والتي تزيد في مجملها عن 220 عمل

### فترة السبعينات: 1970- 1980
أول أعماله كان دور صغير في فيلم «العصفور» ليوسف شاهين عام 1972.
ومشاركاته في السبعينات كانت في الأعمال التالية

#### مسلسلات إذاعية
1. البراري والحامول

#### أفلام
- إسكندرية ليه
- الاعتراف الأخير
- الحب الذي كان
- الزوج المحترم
- الكرنك
- اللعبة
- أولاد الحلال
- حمام الملاطيلي
- شفيقة ومتولي
- شيلني وأشيلك
- عودة الابن الضال
- نوع من النساء
- وراء الشمس
- هيبتا بدور عبد الحميد طه

##### مسرحيات
1. بكالوريوس في حكم الشعوب
2. بنسيون الأحلام
3. ريا وسكينة
4. الصعايدة وصلوا
5. جوز ولوز
6. الدور الرابع شقة تسعة

##### مسلسلات
1. اللسان المر
2. المارد
3. أيام الشقاوة
4. أحلام الفتى الطائر
5. برج الحظ
6. زينب والعرش
7. كيد النساء
8. أحلامنا الحلوه
9. على باب زويلة.

### فترة الثمانينات: 1980- 1990
خلال سنوات الثمانيات عرفت مسيرته الفنية أدوار مهمة أثرت على الجمهور منها مشاركته في مسرحية «ريا وسكينة» مع الفنانة شادية وسهير البابلي وعبد المنعم مدبولي ومن إخراج حسين كمال.
ومشاركاته في الثمانينات كانت في الأعمال التالية

#### أفلام
- الإرهاب
- الأوباش
- الأوغاد
- البدرون

1. البوليس النسائي
2. التريلل
3. الجحيم
4. الحدق يفهم
5. الدنيا على جناح يمامة
6. الرجل الذي عطس
7. الزمار
8. السيد قشطة
9. الشاويش حسن
10. الصبر في الملاحات
11. الطائرة المفقودة
12. الطوق والأسورة
13. العصابة
14. العوامة 70
15. الغيرة القاتلة
16. القرش
17. الكداب وصاحبه
18. اللعنة
19. الليلة الموعودة
20. المدمن
21. المنحوس
22. الوزير جاي
23. إضراب المجانين
24. إغتصاب
25. أبناء وقتلة
26. أرزاق يا دنيا
27. أمهات في المنفى
28. أنا المجنون
29. أيام التحدي
30. أيام الرعب
31. بطل من ورق
32. بنات ابليس
33. بنات حارتنا
34. تلامذة آخر زمن
35. جدعان باب الشعرية
36. حالة تلبس
37. حب فوق السحاب
38. خلي بالك من عقلك
39. درب الفنانين
40. سري للغاية
41. سعد اليتيم
42. سكة سفر
43. طابونة حمزة
44. طير في السما
45. عائلة مشاغبة جداً
46. عزبة الصفيح
47. عضة كلب
48. علامة معناها الخطأ
49. على باب الوزير
50. عنتر شايل سيفه
51. غابة من الرجال
52. فقراء لا يدخلون الجنة
53. فيش وتشبيه
54. كم أنت حزين أيها الحب
55. لست مجرماً
56. ليلة القبض على بكيزة وزغلول
57. مشوار عمر
58. مطلوب حيا أو ميتاً
59. مغاوري في الكلية
60. ملف سامية شعراوي
61. ملف في الآداب
62. مملكة الهلوسة
63. من الذي قتل هذا الحب
64. مين فينا الحرامي
65. ناس هايصة وناس لايصة
66. نشاطركم الأفراح
67. وحوش الميناء

#### مسرحيات
1. الصعايدة وصلوا
2. ع الرصيف
3. عسل وسكر
4. ريا وسكينة
5. غيبوبة
6. مرسي عاوز كرسي
7. صحتك بالدنيا
8. أنا وهي والكمبيوتر
9. اثنين في الهوا
10. الدور الرابع شقة 9
11. دستور يا أسيادنا
12. يلة 10 نجوم
13. شيء في صبري
14. ياما جاب لأمه
15. فرصة سعيدة
16. بكالوريوس في حكم الشعوب
17. بنسيون الأحلام
18. كرنب زبادي
19. جوز ولوز
20. تيجي تصيده
21. وتكسب يا خيشة

#### مسلسلات
1. البشاير
2. الزنكلوني
3. الكهف والوهم والحب
4. اللي معاه قرش
5. الهروب إلى السجن
6. أبواب المدينة - في عدة أجزاء
7. أيام لا تضيع
8. برج الأكابر
9. تزوج وابتسم للحياة
10. حكايات هو وهي
11. رجل بلا ماضي
12. غوايش
13. لا إله إلا الله - الجزء الثالث
14. محمد رسول الله
15. نار ودخان
16. وتوالت الأحداث عاصفة
17. ولدي
18. تمثيليات
19. فندق النجوم الزرقاء
20. اجري اجري.
21. عجيبة-سهرة تلفزيونية

### فترة التسعينات: 1990- 2000
خلال سنوات التسعينات شارك في العديد من الأعمال
ومشاركاته في التسعينات كانت في الأعمال التالية
1. سهرات تلفزيونية
2. المستند الأخير

#### أفلام
1. أبناء الغربة
2. اغتيال فاتن توفيق
3. الإمبراطورة
4. الأستاذ
5. الذل
6. الراقصة والسجان
7. السرعة لا تزيد عن صفر
8. اللي رقصوا على السلم
9. المزاج
10. المليونير الصعلوك
11. المهاجر
12. امرأة فوق القمة
13. أقتل مراتي ولك تحياتي
14. أنا وحماتي والزمن
15. تعالب أرانب
16. جحيم 2
17. جريمة إلا ربع
18. جمال عبد الناصر
19. دائرة الموت
20. درب الرهبة
21. دموع صاحبة الجلالة
22. سمع هس
23. شوادر
24. صبيان المعلم
25. صف عساكر
26. فارس المدينة
27. فتحية والمرسيدس
28. في الصيف الحب جنون
29. مبروك ألف مبروك
30. هدى ومعالي الوزير

#### مسرحيات
1. الدور الرابع شقة 9
2. إثنين في الهوا.
3. أنا وهي والكمبيوتر
4. تكسب يا خيشة
5. تيجي تصيده
6. جوز ولوز
7. كرنب زبادي
8. عالرصيف

#### مسلسلات
1. أبرياء في المصيدة
2. الزيني بركات
3. الغروب لا يأتي سراً
4. أحلام مؤجلة
5. ألف ليلة وليلة الشاطر حسن
6. زيزينيا - الجزء الأول
7. مستر شو
8. مطلوب عروسة
9. ناس ولاد ناس
10. ولا زال الوقت لدينا

### فترة الالفينات: 2000- 2010
خلال سنوات الألفين قدم العديد من الأعمال
ومشاركاته في الالفينات كانت في الأعمال التالية

#### أفلام
1. الأجندة الحمراء
2. العاشقان
3. بنات وسط البلد
4. جحيم تحت الأرض
5. حين ميسرة
6. سكوت ح نصور
7. عمارة يعقوبيان
8. كباريه
9. مهمة صعبة

#### مسرحيات
1. آه يا عقلي
2. دستور يا أسيادنا
3. عيلة 10 نجوم
4. مرسي عاوز كرسي
5. شئ في صبري

#### مسلسلات
1. اجري اجري اجري
2. الحسن البصري
3. السلمانية
4. السيرة العاشورية الحرافيش - الجزء الأول
5. السيرة العاشورية الحرافيش - الجزء الثاني
6. العمدة هانم
7. القاهرة منفلوط والعكس
8. المنادي
9. الناس في كفر عسكر
10. إحنا نروح القسم
11. إسماعيل يس أبو ضحكة جنان
12. أبيض × أبيض
13. أحلامنا الحلوة
14. أصعب قرار
15. أغلى الناس
16. بطة وأخواتها
17. بعاد السنين
18. بنت من الزمن ده
19. حاسبوا منه
20. زيزينيا - الجزء الثاني
21. سفير النوايا الحسنة
22. سوق الخضار
23. سوق الرجالة
24. عايش في الغيبوبة
25. عائلة نجفة
26. نجمة الجماهير
27. نصر السماء
28. وكالة عطية

### فترة ما بعد الألفينات: 2010- 2014
خلال سنوات ما بعد الألفينات قدم العديد من الأعمال:
عام 2010 شارك أحمد بدير في الأعمال التالية

#### مسلسلات إذاعية
1. حبيبتي آخر حاجة

#### أفلام
1. سفاري

#### مسرحيات
1. ياما جاب لأمه

#### مسلسلات
1. اختفاء سعيد مهران
2. مملكة الجبل

عام 2011 شارك أحمد بدير في الأعمال التالية
1. كيد النسا - الجزء الأول

#### أفلام
1. شارع الهرم
2. الخروج من القاهرة
3. هالو كايرو

عام 2012 شارك أحمد بدير في الأعمال التالية
1. متعب وشادية
2. الألماني
3. ساعة ونص

#### مسلسلات
1. كيد النسا - الجزء الثاني
2. ابن الليل
3. حارة خمس نجوم
4. عرفة البحر

عام 2013 شارك أحمد بدير في الأعمال التالية
1. نظرية الجوافة
2. جوز ماما - الجزء الثالث.

وقام أحمد بدير بتصوير مسلسل «الحكر» الذي تم تأجيله من موسم رمضان 2013 بالإضافة إلى تحضير دوره في فيلم «سكة رجوع» ومسلسل «إمرأتان» وفي 2014 قام بالتمثيل في «دكتور أمراض نسا»

#### الدبلجة
1. حكاية لعبة - باز يطير (النسخة العامية المصرية)

## تكريمه
جرى تكريم الفنان أحمد بدير في مهرجان الزمن الجميل في شهر يونيو من العام 2023.

## وصلات خارجية
- أحمد بدير على موقع IMDb (الإنجليزية)
- أحمد بدير على موقع قاعدة بيانات الأفلام العربية
- أحمد بدير على موقع ألو سيني (الفرنسية)
- أحمد بدير على موقع ألو سيني (الفرنسية)
- أحمد بدير على موقع ألو سيني (الفرنسية)
- أحمد بدير على موقع أول موفي (الإنجليزية)
- أحمد بدير على موقع أول موفي (الإنجليزية)
- أحمد بدير على موقع قاعدة بيانات الأفلام السويدية (السويدية)
- أحمد بدير على موقع ديسكوغز (الإنجليزية)
- أحمد بدير على موقع قاعدة بيانات الفيلم (الإنجليزية)